# Лохвицкий, Николай Александрович
Никола́й Алекса́ндрович Ло́хвицкий (7 [19] октября 1867 (по другим данным — 1868), Санкт-Петербург — 5 ноября 1933, Париж) — русский военный деятель, генерал-лейтенант (1917). Участник белого движения в Сибири.

## Биография
Из дворян Санкт-Петербургской губернии. Сын присяжного поверенного Александра Владимировича Лохвицкого (1830—1884), брат поэтессы Мирры (Марии) Лохвицкой, писательницы Тэффи (Надежды Лохвицкой) и переводчицы Елены Лохвицкой.
Жена — Анна Николаевна, урождённая Головина (1872—1958), дочь генерала от инфантерии Николая Михайловича Головина, сестра генерала-лейтенанта Николая Николаевича Головина. Дочери — Анна и Наталия.

### Образование
- 4-й Московский кадетский корпус (окончил в 1887; в службу вступил 1.09.1887);
- 2-е Константиновское военное училище (окончил в 1889 году; выпущен подпоручиком в 105-й пехотный Оренбургский полк);
- Николаевская академия Генерального штаба (окончил в 1900 году, по второму разряду).

### Пехотный офицер
Служил подпоручиком в 105-м пехотном Оренбургском полку. Командный ценз отбыл в лейб-гвардии Измайловском полку. С 10.08.1892 (по ст. ст.) — поручик, с 6.12.1896 — штабс-капитан, с 6.12.1900 — капитан. Некоторое время служил в Павловском военном училище с зачислением по гвардейской пехоте, в должностях библиотекаря, квартирмейстера, адъютанта училища.
Участник Русско-японской войны 1904—1905. С декабря 1906 — полковник. В 1907 был переведён в 145-й пехотный Новочеркасский Императора Александра ΙΙΙ полк и назначен младшим штаб-офицером. С 30 мая 1912 — командир 95-го пехотного Красноярского полка.

### Участие в Первой мировой войне
Участник Первой мировой войны. За отличия награждён Георгиевским оружием и орденом св. Георгия 4-й степени (1915): 
За то, что в бою 8-го декабря 1914 года, командуя бригадой, после занятия неприятелем части наших позиций на правом боевом участке и опорного пункта, что грозило очищению позиций и на остальных участках, по собственной инициативе двинул один полк вперед для атаки прорвавшегося противника, а другой направил для действий во фланг его. Своими распоряжениями, искусным действием и личным управлением атакующими частями, находясь все время под губительным огнём противника, выбил неприятеля из опорного пункта и из занятых им окопов, чем не только обеспечил удержание в наших руках левого боевого участка, но и предотвратил потерю всей позиции.
С февраля 1915 — генерал-майор. С 3 апреля 1915 — командир бригады 25-й пехотной дивизии, с 8 мая 1915 — командир бригады 24-й пехотной дивизии.

### Участие в войне во Франции

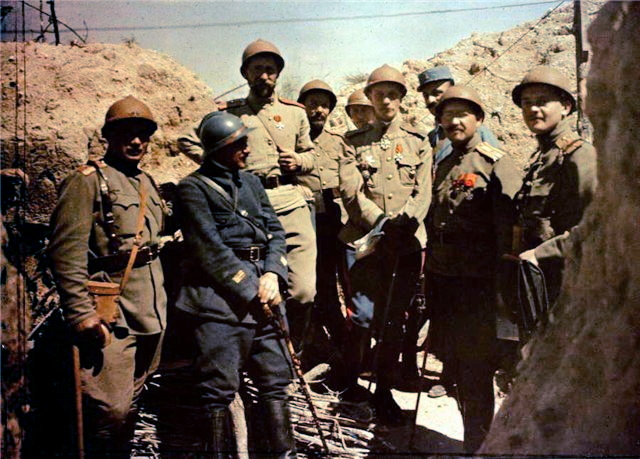
Экспедиционный корпус Российской армии во Франции. Лето 1916 года, Шампань. Начальник 1-й бригады генерал Лохвицкий с несколькими русскими и французскими офицерами обходит позиции.

С 21 января 1916 — командир 1-й Особой пехотной бригады, направленной (через Владивосток и Суэц) на французский театр военных действий. За боевые отличия в боях во Франции награждён командорским крестом ордена Почётного легиона и орденом Святого Георгия 3-й степени (1917) 
За то, что после ряда произведенных предварительно, с опасностью для жизни, разведок неприятельских позиций, во время которых был контужен, но строя не оставил, самоотверженно, под сильнейшим неприятельским огнём воодушевляя и руководя действиями 1-й Особой пехотной бригады, решительным и стремительным ударом овладел 3/16-го апреля 1917 года назначенным ему участком немецких позиций и сильно укрепленной дер. Курси, отбил затем ожесточенную контр-атаку врага и закрепил за Францией отбитый от противника русской доблестью участок её земли.
Был дважды контужен. С июня 1917 года — начальник Особой пехотной дивизии, в которую вошли все русские войска во Франции (1-я и 3-я Особые пехотные бригады). С 1917 года — генерал-лейтенант. Когда часть солдат корпуса в военном лагере Ля-Куртин, разагитированная большевиками, вышла из подчинения своим офицерам, отказалась воевать и потребовала возвращения в Россию, Лохвицкий участвовал в подавлении восстания, возглавив оставшихся верными правительству русских солдат и офицеров из своей дивизии. До июля 1918 был командиром русской военной базы в Лавале, активно занимался созданием русского легиона во Франции.

### Участие в Гражданской войне
В 1919 году выехал на восток России, где присоединился к войскам адмирала А. В. Колчака. В апреле — июне 1919 года был командиром 3-го Уральского горного корпуса, затем 1-й армией и, после переформирования, 2-й армией Восточного фронта. В августе 1919 года был заменён генералом С. Н. Войцеховским. Был командирован Колчаком в Иркутск для подготовки переезда туда Ставки и правительства, а также для переговоров с атаманом Г. М. Семёновым. В апреле — августе 1920 года — командующий Дальневосточной армией (сменил на этом посту генерала С. Н. Войцеховского, сдал армию генералу Г. А. Вержбицкому); представитель Каппелевской армии при штабе Семёнова. В августе — декабре 1920 года начальник штаба главнокомандующего, выступал за эвакуацию частей армии по КВДЖ в Приморье. В октябре 1920 года вышел с 3-м корпусом Дальневосточной армии из подчинения атаману Семёнову и признал единственным главнокомандующим российскими вооруженными силами генерала, барона П. Н. Врангеля, начал самовольную эвакуацию, создав брешь в восточной обороне, и тем самым способствовал поражению Семенова и Дальневосточной Армии — 22 октября 1920 года под прикрытием партизан НРА ДВР взяла Читу.

### В эмиграции
С конца ноября 1920 года — в эмиграции в Китае. В марте 1921 участвовал в работе Съезда несоциалистических организаций Дальнего Востока во Владивостоке, собранного в попытке консолидировать антибольшевистскую оппозицию на Дальнем Востоке. Был арестован большевистскими властями накануне подготовленного Съездом вооруженного выступления с целью свергнуть большевистскую власть в крае, но освобождён выступившими на следующий день силами полковника Глудкина.
С 1923 года жил в Париже. С 1927 года — председатель Общества монархистов-легитимистов, Совета по военным и морским делам при великом князе Кирилле Владимировиче. Состоял в Корпусе императорских армии и флота (КИАФ), в начале 1930-х годов был произведён в генералы от инфантерии (основная военная организация эмиграции — Русский общевоинский союз (РОВС) — не признавала таких производств). Стремился к сближению РОВС и КИАФ. Одновременно служил в военно-исторической комиссии французского Военного министерства. Регулярно выступал с докладами перед эмигрантами.
Похоронен на русском кладбище Сент-Женевьев-де-Буа.

## Труды
- Бой при Вафангоу 1 и 2 июня 1904 г. — СПб., 1905.
- О посредниках на манёврах: Положение вопроса у нас и в иностранных армиях. — СПб., 1911.